# Хуан Шисюй
Хуа́н Шисю́й (кит. трад. 黃釋緒, упр. 黃释绪, пиньинь Huáng Shìxù, р.30 ноября 1975) — тайваньская тяжелоатлетка, чемпионка Азии.
Родилась в 1975 году в уезде Пиндун. В 2004 году приняла участие в Олимпийских играх в Афинах, но не прошла квалификации. В 2011 году заняла 4-е место на чемпионате мира. В 2012 году выиграла чемпионат Азии, а на Олимпийских играх в Лондоне стала 7-й. В 2014 году завоевала бронзовую медаль Азиатских игр.